# El Aguacatal
El Aguacatal är en ort i Mexiko.   Den ligger i kommunen Santos Reyes Nopala och delstaten Oaxaca, i den sydöstra delen av landet, 400 km sydost om huvudstaden Mexico City. El Aguacatal ligger 865 meter över havet och antalet invånare är 190.
Terrängen runt El Aguacatal är lite bergig. Runt El Aguacatal är det ganska tätbefolkat, med 58 invånare per kvadratkilometer. Närmaste större samhälle är Santa Catarina Juquila, 16,2 km norr om El Aguacatal. Omgivningarna runt El Aguacatal är en mosaik av jordbruksmark och naturlig växtlighet.